# Un minuto a mezzanotte (romanzo)
Un minuto a mezzanotte (titolo originale Before Midnight) è il diciottesimo romanzo giallo di Rex Stout con Nero Wolfe protagonista.

## Trama
La Heery Products ha lanciato un grande gioco a premi per promuovere una nuova linea di profumi. Il concorso è stato affidato ad un'importante agenzia pubblicitaria, la Lippert, Buff e Assa, ed è frutto dell'ingegno del giovane creativo Louis Dahlmann. I cinque finalisti del concorso sono invitati a New York e le domande finali vengono loro consegnate nel corso di una cena durante la quale imprudentemente Dahlmann mostra a tutti un portafogli affermando che contiene le risposte che valgono un milione di dollari. La mattina dopo Dahlmann viene ritrovato assassinato nel suo appartamento, ucciso da un colpo di pistola, e il portafogli con le risposte è scomparso. La LBA assume Wolfe perché trovi un modo di assicurare ad ogni costo la regolarità del concorso, cosa che difficilmente l'investigatore potrà fare senza scoprire anche chi è l'assassino di Dahlmann.

### Personaggi principali
- Nero Wolfe: investigatore privato
- Archie Goodwin: suo assistente
- Fritz Brenner: cuoco e maggiordomo
- Saul Panzer: investigatore privato
- Oliver Buff, Patrick O'Garro, Vernon Assa: soci della Lippert, Buff & Assa (LBA), agenzia pubblicitaria
- Louis Dahlmann: "creativo" della LBA
- Rudolph Hansen: legale della LBA
- Talbott Heery: proprietario della Heery Products, Inc.
- Susan Tescher, Carol Wheelock, Philip Younger, Harold Rollins, Gertrude Frazee: concorrenti concorso "Pour Amour"
- Cramer: ispettore della Squadra Omicidi
- Purley Stebbins: sergente della Squadra Omicidi

## Critica
"Un minuto a mezzanotte (1955) inizia non male nella prima metà, ma in definitiva perde ogni interesse. [...] Il suo grosso problema: al romanzo manca una qualsiasi buona idea di un enigma per la trama. Le storie di Nero Wolfe sono spesso accusate falsamente di non avere delle buone trame gialle. [...] ci sono in effetti un buon numero di storie di Wolfe che hanno buone trame gialle. Sfortunatamente, Un minuto a mezzanotte non è una di queste. Il libro è privo di un mystery ingegnoso.

Una delle concorrenti (capitolo 7) lavora in una rivista fittizia chiamata Clock [...] appare come una rivista seria, con sede a New York, con una grossa redazione. Il nome richiama la realmente esistente rivista Time. Il fittizio direttore di Clock è Mr. Tite; il direttore di Time dell'epoca era Henry Luce. I nomi "Tite" e "Luce" suonano come "tight" e "loose" (che formano un gioco di parole, in inglese, significando rispettivamente "stretto" e "allentato", NdT). [...] Una conferenza stampa (capitolo 16) vede un reporter del New York Times che parla nella prosa meravigliosamente raffinata spesso vista su quel giornale. È divertente, senza essere insultante.

Nero Wolfe spesso legge libri reali che vengono menzionati nelle storie. Qui sta leggendo Beauty for Ashes, del poeta Christopher La Farge (fine cap. 9 - inizio cap. 10). È un romanzo in versi: prosa raccontata in rima. La sua menzione in Un minuto a mezzanotte è coerente con gli indizi in rima del romanzo. Christopher La Farge era il nipote del talentuoso pittore John La Farge. Nero Wolfe legge un altro suo romanzo, The Sudden Guest, (1946) in Troppe donne."

## Edizioni
- Rex Stout, Un minuto a mezzanotte, traduzione di Vittoria Comucci, Oscar Gialli (n. 233), Arnoldo Mondadori Editore, 1991,  p. 173, ISBN 88-04-34251-X.
- Rex Stout, Un minuto a mezzanotte, traduzione di Vittoria Comucci, collana Il Giallo Mondadori n.497, Arnoldo Mondadori Editore, 1958,  pp.165.